# Кожухів
Кожу́хів — село в Україні, у Хмільницькій міській громаді Хмільницького району Вінницької області. Населення становить 1243 особи.

## Історія
При відході з Літина 1 травня 1921 року на дорозі біля села повстанці отаманів Орла і київців Пугача випадково перестріли більшовицький відділ із 20 солдатів для стягнення продовольчого податку. Повстанці розстріляли начальника, а солдатів роззброїли і, вліпивши кожному по 50 шпіцрутенів, відпустили.
В радянські часи в селі був великий фруктовий сад.
12 червня 2020 року, відповідно до Розпорядження Кабінету Міністрів України № 707-р, «Про визначення адміністративних центрів та затвердження територій територіальних громад Вінницької області», увійшло до складу Хмільницької міської громади.
19 липня 2020 року, в результаті адміністративно-територіальної реформи і ліквідації Літинського району, село увійшло до складу новоутвореного Хмільницького району.